# Жукинський скарб
Жукинський скарб — комплекс прикрас 2 ст. н. е. Частина предметів скарбу, що належить до групи виїмчастих емалей. Його знайшов на початку 20 ст. Вікентій Хвойка на території нинішнього Вишгородського району Київської області. Ймовірно, ці речі були інвентарем поховання з кремацією. Набір прикрас складали: пластинчастий вінчик, намисто з хрестоподібними підвісками, прикрашеними емаллю, вінчик чи намисто з хвилеподібно вигнутого дроту, велика фібула з трикутною пластинчатою спинкою та два масивні браслети. Пластинчаті вінчик та фібула прикрашені карбованим орнаментом.